# Гохзауерланд
Гохза́уерланд (нім. Hochsauerlandkreis) — район у Німеччині, у складі адміністративного округу Арнсберг. Адміністративний центр — місто Мешеде.

## Населення
Населення району становить 265245 осіб (2011; 268,9 тисяч в 2010).

## Географія
Район перетинається річками Рур та Ленне.

## Адміністративний поділ
Район поділяється на 2 комуни (нім. Gemeinden) та 10 міст (нім. Städte):
| №  | Комуна/ місто | Площа, км² | Населення, осіб (2011) | Центр       |
| -- | ------------- | ---------- | ---------------------- | ----------- |
| 1  | Бествіг       | 69,5       | 11171                  | Бествіг     |
| 2  | Еслое         | 113,4      | 9088                   | Еслое       |
| 1  | Арнсберг      | 193,7      | 73732                  | Арнсберг    |
| 2  | Брілон        | 229,2      | 26048                  | Брілон      |
| 3  | Вінтерберг    | 148,0      | 13456                  | Вінтерберг  |
| 4  | Галленберг    | 65,4       | 4421                   | Галленберг  |
| 5  | Зундерн       | 193,3      | 28397                  | Зундерн     |
| 6  | Марсберг      | 182,2      | 20515                  | Марсберг    |
| 7  | Медебах       | 126,1      | 7814                   | Медебах     |
| 8  | Мешеде        | 218,5      | 30597                  | Мешеде      |
| 9  | Ольсберг      | 118,0      | 14931                  | Ольсберг    |
| 10 | Шмалленберг   | 303,1      | 25075                  | Шмалленберг |

## Визначні місця
- Абатство Бергклостер, Бествіг
- Абатство Графшафт, Шмалленберг
- Абатство Кьонігсмюнстер, Мешеде
- Собор Ведінгхаузен, Арнсберг

## Партнерські зв'язки
- Польща, Олеський повіт
- Ізраїль, Мегіддо
- Шотландія, Західний Лотіан

| Німеччина | Це незавершена стаття з географії Німеччини. Ви можете допомогти проєкту, виправивши або дописавши її. |